# Человек-невидимка (телесериал, 2000)
«Человек-невидимка» (англ. The Invisible Man) — американский научно-фантастический телесериал с элементами боевика и комедии показанный американским телеканалом Sci-Fi Channel с 2000 по 2002 год. В отличие от остальных сериалов и фильмов о человеке невидимке, главный герой виден как обычный человек, но по желанию может полностью покрываться веществом-невидимкой — амальгамой. Сериал был закрыт после двух сезонов из-за проблем с бюджетом и разногласием между Sci-Fi Channel (первоначальное название, нынешнее — Syfy Universal) и USA Networks.

## Сюжет
Дариан Фокс — вор, приговорённый к пожизненному заключению. Его вытаскивает из тюрьмы малобюджетная тайная спецслужба, желающая использовать его в роли подопытного кролика для их нового изобретения — амальгамной железы. Создатель железы, его брат Кевин Фокс, имплантирует её в голову Дариану. Эта железа позволяет Фоксу по желанию производить на себе вещество, напоминающее амальгаму (англ. quicksilver). Это вещество быстро покрывает его тело и одежду и, почти мгновенно, делает его невидимым. Так же просто он может пожелать стать видимым, и амальгама дезинтегрируется. Помощник Кевина по имени Арно ДеФерн намеренно испортил железу, чтобы она производила нейротоксин, который постепенно накапливается в крови пользователя и подавляет торможения в мозгу, после чего следуют вспышки ярости и бесконтрольное поведение. Чтобы бороться с этим токсином, Дариану необходимы регулярные инъекции нейтрализатора, специально разработанного Арно. Его поставку контролирует вышеупомянутое агентство, заставляя Фокса работать на них.
Между заданиями, Дариан пытается найти способ либо извлечь железу, либо устранить производство нейротоксина. Лишь два человека знают как это можно сделать: Кевин Фокс, убитый террористами, и Арно ДеФерн, который сам желает заполучить железу.
Каждая серия начинается с голоса Дариана за кадром, который цитирует какую-то известную личность (несмотря на преступное прошлое, Дариан довольно начитан).

## Организация
Организация, на которую работает Дариан Фокс, является номенклатурной структурой Правительства США агентского типа и называется «Агентством». Агентство административно подчиняют и переподчиняют логически неродственным административным единицам (Федеральное агентство рыболовства и охоты, Федеральное агентство по делам индейцев, Федеральное агентство здравоохранения, Федеральное агентство мер и весов), отчасти для того, чтобы снизить нагрузку на бюджет военного ведомства и ЦРУ, отчасти для соблюдения секретности. Такое подчинение (с высокой степенью автономности) обязывает время от времени выполнять задания агентства-патрона, а также доставляет серьёзные проблемы агентам, чьи полномочия многими не признаются, что приводит к конфликтным и неудобным ситуациям в оперативном деле.
Судя по всему, Агентство было создано как экспериментальная площадка, не ограниченная квалификационными стандартами, принятыми в других спецслужбах страны. Это позволяет ей набирать агентов с отклонениями по здоровью и психике. Разрабатываемые препараты и технологии Агентства в дальнейшем поступают на вооружение действующих спецслужб страны. К таким проектам относятся разработки усовершенствованных людей, спецпрепараты, химические вещества для допросов и частично оружия (хотя для этого есть другое засекреченное агентство).
Другая основная сфера деятельности Агентства — оперативное расследование преступлений в сфере необъяснимого, высоких технологий, фактов терроризма, наркоторговли, заказных убийств, преступлений с причинением особо крупного ущерба, борьба с транснациональной преступностью. Очень часто подобные дела превращаются в полевые испытания разработок, осуществляемых Агентством.
В коллективе Агентства царит дружественная обстановка, очень часто приводящая к должностным попустительствам. Между руководством (Чиновник, Эбертс), научным и специальными агентами сложились доверительные отношения, куда постоянно вторгаются излишняя паранойя и профессиональная помешанность на секретности. Рядовые агенты не допущены в этот узкий круг, им отводится лишь роль оперативного сопровождения проводимых Агентством операций, в личной жизни главных героев они не участвуют. В перерывах между заданиями в узком кругу сотрудников постоянно возникают легкий флирт, дружеские шутки и насмешки над начальством.

## Персонажи

### Главные персонажи
Дэриан Фокс (Винсент Вентреска)
Бывший преступник-карьерист и вор-форточник, который неоднократно попадал в тюрьму. Имеет интеллект выше среднего, что позволяет ему немного понимать науку. Попав в руки полиции во время очередного ограбления, Дэриан попал под действие закона трёх ударов в Калифорнии и был приговорён к пожизненному заключению. Его брат Кевин является гениальным учёным, работающим над совершенно секретным проектом. Кевин уговорил своё начальство помиловать брата взамен на использование последнего в роли подопытного кролика. После согласия Дэриана, ему имплантировали амальгамную железу, но так как Кевину пришлось ускорить проект, чтобы вытащить брата из тюрьмы, он ещё не нашёл способа безопасно изъять её. Один из помощников Кевина, Арно Де Тиль, на самом деле оказался террористом, желающим заполучить железу. Он и его наёмники штурмуют лабораторию, что приводит к гибели Кевина и потере большей части информации о проекте. Дэриану удаётся бежать, но его насильно вербуют в Агентство, которое финансировало проект. Взамен на нейтрализатор, Дэриан неохотно соглашается стать их агентом. К удивлению многих, моральные ценности этого бывшего преступника довольно высокие, что и привело к его поимке во время последнего ограбления: он ненароком вызвал сердечный приступ у пожилого хозяина и попытался его реанимировать (однако полиция и очнувшийся старик ошибочно приняли это за попытку изнасилования, что и обеспечило Дэриану приговор на пожизненное). Как и следует ожидать, Дэриан является экспертом по взлому, что очень помогает ему в роли шпиона. Излечившись от нейротоксина, Дэриан некоторое время работал на ФБР, но затем вернулся в Агентство.
Бобби Хоббс (Пол Бен-Виктор)
Роберт «Бобби» Хоббс — самый опытный и умелый агент Агентства, что делает его таким же незаменимым в полевых условиях, как и невидимость — Дэриана. Он становится напарником Фокса с самого начала. Известно, что он работал на почти все другие спецслужбы, но был уволен из-за странностей в его характере и поведении. Несмотря на то, что Агентство является его последним шансом, Хоббс считает, что его не ценят по должному, так как ему платят довольно малую зарплату и посылают на самые неудачливые задания. Хотя его отношения с Дэрианом поначалу являются плохими, вскоре они становятся лучшими друзьями. Хоббс любит оружие, постоянно имея как минимум один пистолет при себе. Зачастую, достаёт оружие и угрожает различных людям, считая его своим «страховым полисом». Хоббс — бывший морпех и участвовал в операции «Буря в пустыне». Кроме навыков морпеха в рукопашном бою, Хоббс также является экспертом по корейскому боевому искусству хапкидо. Хоббс является острым параноиком, придерживаясь мнения, что весь мир желает ему зла. Он часто проводит проверки людей, которых он считает подозрительными, и не пренебрегает преследованием этих индивидов. Пройдя подготовку в ФБР и ЦРУ, Хоббс превосходно занимается шпионажем и сбором сведений, но это не облегчает его паранойю.
Клэр Кипли, Хранительница (Шэннон Кенни)
Врач и исследователь Агентства. Она также частично участвовала в изначальном проекте Кевина Фокса, с которым у неё был роман. В её задачи входит слежение за состоянием здоровья Дэриана и изучением железы. Именно Клэр периодически вкалывает Дэриану нейтрализатор нейротоксина. Хотя поначалу она недолюбливала Дэриана (видимо, оттого, что он напоминал ей о Кевине), в конце концов они становятся друзьями. Клэр даже рискует своей карьерой, чтобы навсегда излечить Дэриана от нейротоксина. В последней серии второго сезона ей это удаётся и она решает стать простым врачом, но Дэриан и Бобби не смогли обойтись без её познаний, и в итоге она вернулась в Агентство. В отдельных сериях намекается, что она взаимно неравнодушна к Хоббсу.
Чарльз Борден, Чиновник (Эдди Джонс)
Чарльз «Чарли» Борден долгое время является главой Агентства. Мало известно о прошлом Бордена, так как он категорически отказывается рассказывать о себе своим агентам (например, Дэриан впервые узнаёт его имя, когда Бордена пришли арестовать два судебных пристава). Известно, что он возглавлял Агентство по крайней мере со времён президента Кеннеди. Он ожидает беспрекословного исполнения приказов от своих агентов, отсекая всякие попытки оспаривать его решения. Чиновнику важны, прежде всего, две вещи: исполнение заданий и бюджет Агентства. Также Борден стремится сохранять действие амальгамной железы под контролем, поэтому, когда под конец сериала Клэр узнала о лекарстве от нейротоксинной мутации, Борден попытался воспрепятствовать его поискам, желая и далее использовать мутацию как рычаг давления. Однако Клэр смогла излечить Дэриана с помощью маленькой хитрости (введя ему лекарство под видом обычного нейтрализатора), и Борден вынужден был смириться с поражением.
Альберт Эбертс (Майкл МакКафферти)
Бывший работник СВД, нанятый Чиновником на пост своего ассистента и бухгалтера. Именно ему Чиновник обычно поручает объяснять Дариану и Хоббсу их задания, хотя он зачастую рассказывает слишком много, заставляя Чиновника воспользоваться своей неизменной фразой, «Заткнись, Эбертс!». Во втором сезоне становится более активным персонажем, периодически помогая героям с заданиями.
Алекс Монро (Брэнди Ледфорд)
Александра Монро присоединяется к Агентству во втором сезоне и является единственным агентом этой спецслужбы с собственным кабинетом. Имеет личный счёт с тайной организацией под названием Кризалис (англ. Chrysalis), которые воспользовались ей чтобы создать генетически инженированного человека. После рождения её сына, они забрали его, и она с тех пор его ищет. В итоге оказывается, что биологически этот ребёнок был ей чужим, и на самом деле являлся сыном директора Кризалиса и его жены. Убедившись, что биологическая мать мальчика действительно его любит и хорошо заботится о нём, Алекс отпускает его, после чего всё равно остаётся в Агентстве.

### Второстепенные персонажи
Арно ДеФерн (Джоул Биссоннетт)
Учёный-террорист и главный враг Дэриана Фокса, ведь именно он испортил железу, чтобы она производила нейротоксин, и убил Кевина Фокса. Позже Арно удаётся создать железу для себя, что позволило ему превращаться в человека-солнце. Затем действие железы было исправлено на невидимость, но появился другой дефект — Арно не может снова стать видимым. Однако он смог это компенсировать, клонируя фрагменты собственной кожи и нося маску в виде собственной головы. Однажды использовал ДНК Эбертса, чтобы взломать коды Агентства, но был разоблачён. Позднее организация Кризалис удалила из него железу, и создала на её основе множество копий. Сам Арно был захвачен Агентством и позднее бежал.
Джарод Старк (Спенсер Гарретт)
Харизматичный лидер загадочной организации под названием Кризалис. Сын Старка был генетически инженирован и имплантирован в тело Александры Монро. После его рождения, ребёнок был выкраден Старком и его женой — биологическими родителями мальчика.
Эллианора (Идалис ДеЛеон)
Однин из лучших агентов Кризалиса. С помощью биоинженерии, она получила способность дышать под водой и извергать её под давлением, позволяя ей утоплять людей поцелуем. Влюбилась в Дэриана и в итоге ради него предала организацию, но сразу же погибла от руки Старка.
Кевин Фокс (Дэвид Бёрк)
Кевин — брат Дэриана и создатель железы невидимости. Несмотря на разные образы жизни, братья были довольно близки. Убит Арно ДеФерном в пилотной серии. Месть за его гибель является одним из мотивов Дэриана для работы в Агентстве. Во втором сезоне Клэр вводит в железу РНК Кевина, чтобы создать копию его сознания в теле Дэриана, в надежде что он сможет найти способ либо извлечь её, либо излечить. Арно, догадавшись о возвращении Кевина, попытался похитить его, чтобы он помог ему стать видимым, но вместо этого случайно разбудил Дэриана и был вынужден бежать, случайно оставив после себя зашифрованный код мутации нейротоксина, давая шанс на поиск лекарства. Но найти лекарство Кевину не удаётся, а удалять железу он отказался, так как счёл, что она пошла Дэриану на пользу, сделав его хорошим человеком. Уничтожил свой РНК в железе, возвращая Дэриану его тело.
Томми Уокер/ Агастин Гейдер (Армин Шимерман)
Томас Уокер — бывший инженер работающий на ту же лабораторию которая помогла Кевину Фоксу создать железу-невидимку. Он думает что добровольно стал подопытным кроликом для неудавшегося проекта, в результате которого, Уокер стал «бесчувственным», потеряв все чувства кроме осязания. С помощью этого чувства, он сконструировал устройство позволяющее ему частично слышать (громко и тихо) и видеть (свет и тени). По ходу серии Дэриан узнает, что Томми сам является тем жестоким учёным, поставившим эксперимент на самом себе, чтобы доказать что его проект работает и получить финансирование. Сам Томми не признает этого, он заблокировал свои воспоминания. Ему оборудовали комнату в подвале Агентства и назначили психолога лечить его, так как он обладает информацией, нужной и Агентству, и Дэриану. В конце серии Томми говорит: «Если я когда-нибудь найду Агастина Гейдера (так на самом деле зовут Томми) я вырву ему глаза, уши и язык, чтобы он понял каково мне…», и становится понятно, что лучше ему память не возвращать. Он останется ещё одним секретом Агентства, как, например, мальчик в крио-капсуле…

### Заметные эпизодические герои
Кейт Истон (Зои МакЛеллан)
Молодая учёная, которая изобрела первый в мире квантовый компьютер. Но позднее она стала чувствовать, что за её изобретением кто-то охотится. Так она познакомилась с Дэрианом, который стал к ней неровно дышать. Оказалось, что преследователем был её собственный начальник, который считал её квантовый компьютер угрозой масштаба атомной бомбы. Дэриан спас её, и тогда она уехала на научную конференцию в Лондон. Позднее вынуждена была сбежать и снова просить у Дэриана помощи, поскольку за ней начал охоту Кризалис. После спасения от Эллианоры, Кейт со своим женихом вынуждена была менять биографию.
Лиз Морган (Присцилла Барнс)
Подруга и учительница Дэриана. Именно она научила его всем хитростям вора. Было это, когда Дэриан был подростком. Но позднее Лиз увидела, что в Дэриане проснулась совесть, и исчезла. В одной из серий первого сезона внезапно вернулась и, не зная, что Дэриан больше не вор, предложила снова взяться за дело. Именно на новом деле Дэриан узнал, почему она исчезла. Снова уехала после кражи.
Адам Риз
Мальчик-подросток, которому в младенчестве ввели смертоносный вирус. По достижении полового созревания он должен был активироваться и убить вместе с Адамом миллионы других людей на Земле. Команде главных героев поручили перевести Адама в лабораторию, где его предположительно могли бы вылечить. В процессе поездки он сильно сдружился с Дэрианом на почве того, что их обоих подвергли научным экспериментам. Однако по прибытии Дэриан с ужасом узнаёт, что на самом деле Адама хотят убить: учёные убеждены, что нейтрализовать вирус нельзя, поэтому решили сжечь его вместе с Адамом в крематории. Дэриан и Бобби в срочном порядке спасли мальчика, после чего договорились с Джарродом Старком о помещении Адама в одну из криокапсул Кризалиса до тех пор, пока не будет найдено лекарство. Дэриан это вынужденное расставание перенёс тяжело.
Майлин Чон (Сьюзи Пак)
Китайская учёная, создавшая прибор для переработки и повторного использования амальгамы. У неё сильно изуродовано лицо, поэтому ей захотелось навсегда остаться невидимой. Полюбила правительственного агента, но посчитала, что он её просто жалеет, и сбежала, украв своё изобретение. Познакомилась с Дэрианом и попросила его обеспечить её запасом амальгамы для перманентной невидимости. Однако правительство её страны посчитало её террористкой, и им с Дэрианом пришлось скрываться. Узнав, что ошибалась насчёт своего возлюбленного, вернулась к нему в Китай.

## Обзор сезонов
| Сезон | Количество серий | Премьера в США | Финал в США    | Телесезон |
| ----- | ---------------- | -------------- | -------------- | --------- |
| 1     | 24               | 9 июня 2000    | 6 апреля 2001  | 2000—2001 |
| 2     | 22               | 13 апреля 2001 | 1 февраля 2002 | 2001—2002 |

## Номинации
- 2001 год — номинация на премию «Сатурн» в категории «Лучший телевизионный сериал»
- 2002 год — номинация на премию «Сатурн» в категории «Лучший телевизионный сериал»

## Критика
Премьера сериала в США вызвала восторг у критиков. Они нашли в этом сериале «фантастический скачок в кинотехнологии», «циничного и остроумного героя нашего времени», «красивую и тонкую любовную интригу», «удивительную смесь драмы и комедии».